# Jean-Pierre Jabouille
Jean-Pierre Alain Jabouille (ur. 1 października 1942 w Paryżu, zm. 2 lutego 2023) – francuski inżynier i były kierowca wyścigowy.

## Kariera
Karierę sportową rozpoczął w wieku 22 lat. Na przełomie lat 60. i 70. XX w. startował z różnym skutkiem w seriach Formuły 2, Formuły 3 oraz prototypów sportowych. Reprezentował barwy zespołu Matra, który jednak w 1974 r. zamknął swoje podwoje. Jabouille szybko znalazł nowego pracodawcę, dzięki wsparciu finansowemu koncernu Elf w 1976 r. zdobył tytuł Mistrza Europy Formuły 2 za kierownicą samochodu Alpine A367.
Karierę w Formule 1 rozpoczął jeszcze w 1974 r., w prywatnym ówcześnie zespole Franka Williamsa, lecz do historii tego sportu przeszedł w 1977 r. podczas Grand Prix Wielkiej Brytanii na torze Silverstone. Wówczas to swój debiut zaliczył zespół Renault (sponsorowany przez koncern Elfa), używający po raz pierwszy w historii F1 silnika z turbodoładowaniem. Kierowcą samochodu RS01 był właśnie Jabouille.
Dwa lata później, podczas Grand Prix Francji na torze Dijon, Jabouille odniósł pierwsze zwycięstwo w karierze; jednocześnie było to pierwsze zwycięstwo samochodu F1 z turbodoładowaniem.
Mimo bardzo dobrych wyników w trakcie sesji treningowych, samochody Renault były prześladowane przez wszelkiego rodzaju awarie techniczne. W ich efekcie Jabouille odniósł jeszcze tylko jedno zwycięstwo (Grand Prix Austrii 1980). Natomiast w swojej karierze ukończył zaledwie 10 z 45 wyścigów, w których reprezentował barwy Renault.
Podczas Grand Prix Kanady 1980 Jabouille zaliczył groźny wypadek, w którym doznał złamania nogi. Wrócił jeszcze do F1 w kolejnym sezonie (w barwach zespołu Ligiera), lecz po trzech startach zakończył występy z powodów kondycyjnych. Ogółem wystąpił w 49 wyścigach Grand Prix; zanotował 2 zwycięstwa, a 6 razy startował z pole position.
Po zakończeniu czynnej kariery przez kilka lat pracował w sztabie sportowym koncernu Peugeot, później założył własny zespół w klasie prototypów sportowych. Po raz ostatni na torze pojawił się w 2005.